# Loch Insh
Loch Insh är en sjö i Storbritannien.   Den ligger i kommunen Highland och riksdelen Skottland, i den norra delen av landet, 700 km norr om huvudstaden London. Loch Insh ligger 247 meter över havet.  I omgivningarna runt Loch Insh växer i huvudsak blandskog.